# Le Grand Livre du mois
Le Grand Livre du mois (en abrégé GLM) est une marque d'édition de la société France Loisirs.

## Histoire
Créé originellement en 1950 par Claude Tchou, qui le dirige jusqu'en 1958, sous l'intitulé « Club du livre du mois », c'est le premier club d'actualité littéraire français, en liaison avec le Club français du livre.
La formule actuelle sous le nom Le Grand Livre du mois existe depuis 1977, et est née avec un partenariat entre le Club français du livre, Albin Michel et Robert Laffont. 
Le club dépend depuis 2004 du groupe Bertelsmann, via la marque France Loisirs ; en 2011, Le Grand Livre du mois est intégré au groupe Actissia.

## Fonctionnement
Les adhérents reçoivent chaque mois la Revue du club avec une sélection de livres.
Pour les choisir, le club rassemble chaque semaine un comité de lecture chargé de sélectionner des ouvrages. Dans chaque Revue, le comité littéraire élit un « Livre vedette », envoyé automatiquement, sauf demande contraire formulée dans les délais requis, à tous les inscrits. Ceux-ci bénéficient de réductions en fonction de leur fidélité au club ainsi que de points-cadeaux permettant d'obtenir des livres gratuits (sauf pour les nouvelles parutions, conformément à la loi n° 81-766 du 10 août 1981 sur le prix unique du livre).